# Замок Акіта
За́мок А́кіта (яп. 秋田城, трансліт. あきたじょう, латиніз. akʲi̥ta no d͡ʑoː) — фортеця-городище 8 — 11 століть в Японії, створена як передовий фортпост у провінції Дева, на півночі острова Хонсю, для пацифікації місцевих племен еміші.

## Короткі відомості
Руїни замку Акіта розташовані на території сучасного району Дзінай-Такасімідзу міста Акіта префектури Акіта. 
У 733 році форт Дева, зведений у гирлі річки Моґамі був перенесений на північ і отримав назву "замок Акіта". Вважається, що у ньому тимчасово розташовувалась адміністрація і регіональний уряд провінції Дева. Замок був оточений земляним валом і мав чотири входи за сторонами світу. З археологічних розкопок відомо, що в ньому існували будівлі урядників провінції і казарми. В замку Акіта знаходять дерев'яні дощечки моккан і лакований папір урусіґамі, які містять писемні свідчення про управління і життя мешканців замку.
У 878 році на півночі від замку спалахнуло велике повстання еміші проти японського панування, у результаті якого більша частина укріплень і будівель Акіта згоріла дощенту. Проте незабаром фортеця була відновлена. 
У 9 — 11 століттях замок Акіта став місцем постійного перебування заступника губернатора провінції, дева-но-суке і його військового контингенту. Посада цього заступника згодом стала називатися акітадзьо-но-суке і вважалася однією з найпочесніших серед японських самураїв.
Занепад замку відбувся після 1050 року, коли через дев'ятирічний похід акітадзьо-но-суке полишив фортецю Акіта.